# FK Pelister
Fudbałski kłub "Pelister" (mac. Фудбалски Клуб "Пелистер") – północnomacedoński klub piłkarski, mający siedzibę w mieście Bitola na południu kraju. Obecnie występuje w Prwa makedonska fudbałska liga.

## Historia
Chronologia nazw:
- 1924: Omladina Bitola (mac. СК „Омладина” Битола)
- 19??: Pelister Bitola (mac. СК „Пелистер” Битола)
- 19??: SK Bitola (mac. СК „Битола”)
- 19??: klub rozwiązano
- 1945: Pelister Bitola (mac. ФД „Пелистер” Битола)
- 1946: Pelister Bitola – po fuzji z Rabotnik Bitola (mac. ФД „Пелистер” Битола)
- 195?: Pelister Bitola – po rozpadzie fuzji (mac. ФД „Пелистер” Битола)
- 1967: BSK Bitola (mac. БСК „Битола”)
- 1969: Pelister Bitola (mac. ФК „Пелистер” Битола)

Klub powstał w 1924 pod nazwą Omładina, a następnie zmienił nazwę na SK Pelister. Po II wojnie światowej w 1945 klub ponownie pojawił się pod starą nazwą Pelister. W 1946 roku został mistrzem okręgu sportowego Bitola. W tym samym roku klub połączył się z Rabotnik Bitola, ale zachował nazwę Pelister i używa jej nieprzerwanie do dziś. Po rozpadzie fuzji z Rabotnikiem kontynuował występy w republikańskiej lidze macedońskiej. Wtedy Pelister grał w niższych ligach jugosłowiańskich i zdobył mistrzostwo ligi macedońskiej w 1957, 1960, 1961, 1975 i 1982 oraz wygrał Puchar Republiki Macedońskiej w 1959, 1962, 1985, 1990. W sezonie 1974/75 zwyciężył w lidze i awansował do II ligi jugosłowiańskiej. Debiut był nieudanym i po roku klub wrócił do ligi macedońskiej. W sezonie 1981/82 ponownie wygrał ligę i od 1982 występował w drugiej lidze jugosłowiańskiej. Sezon 1990/91 zakończył na 6.pozycji w tabeli, ale tak jak z rozgrywek wycofały się kluby z Chorwacji i Słowenii, to klub zakwalifikował się do czwórki drużyn, które otrzymali promocję do pierwszej ligi jugosłowiańskiej. Na najwyższym poziomie uzyskał końcową 15.lokatę w sezonie 1991/92.
Po uzyskaniu niepodległości przez Macedonię Północną w 1992 startował w pierwszej lidze. Największym osiągnięciem do dziś jest wygranie Pucharu Macedonii w 2001 roku, które dało przepustkę do gry w Pucharze UEFA. Od czasu powstania Ligi Macedońskiej Pelister grał w niej w każdym sezonie aż do roku 2003, kiedy to drużyna została zdegradowana z powodu kłopotów finansowych. Po kilku latach do klubu wrócili Mitko Stojkowski i Toni Micewski. To oni postawili klub na nogi i w 2005 roku po zdeklasowaniu rywali na drugoligowych boiskach zespół wrócił na pierwszoligowe boiska. Już jako beniaminek Pelister zajął 6. miejsce w lidze i dotarł do półfinału Pucharu Macedonii. Klub ten słynny jest z wychowywania przyszłych reprezentantów kraju oraz zawodników dobrych europejskich klubów. Przykładem są: Dragan Kanatlarowski, Toni Sawewski, Toni Micewski, Mitko Stojkowski, Nikołcze Nowewski, czy Gjorgij Hristov. Po zakończeniu sezonu 2010/2011 klub spadł do drugiej ligi.

## Sukcesy
- Puchar Macedonii
  - Zwycięzca: 2001, 2017
  - Finalista: 1993, 1994
- Liga macedońska
  - Mistrz (5): 1956/57, 1959/60, 1960/61, 1974/75, 1981/82
- Puchar Republiki Macedońskiej
  - Zwycięzca: 1958/59, 1961/62, 1984/85, 1989/90

## Europejskie puchary
Legenda do wszystkich tabel:
- Q – runda eliminacyjna, 1/16, 1/8, 1/4, 1/2 – odpowiednia faza rozgrywek, Grupa – runda grupowa, 1r gr – pierwsza runda grupowa, 2r gr – druga runda grupowa, F – finał, R – runda, PO – play-off
- k. – rzuty karne, los. – losowanie, Dogr. – dogrywka, w. – zasada bramek strzelonych na wyjeździe

| Sezon   | Rozgrywki        | Runda | Klub            | Dom | Wyjazd | Ogólnie |
| ------- | ---------------- | ----- | --------------- | --- | ------ | ------- |
| 2000    | Puchar Intertoto | 1R    | Hobscheid       | 3–1 | 1–0    | 4–1     |
| 2000    | Puchar Intertoto | 2R    | Västra Frölunda | 3–1 | 0–0    | 3–1     |
| 2000    | Puchar Intertoto | 3R    | Celta Vigo      | 1–2 | 0–3    | 1–5     |
| 2001/02 | Puchar UEFA      | Q     | St. Gallen      | 0–2 | 3–2    | 3–4     |
| 2008/09 | Puchar UEFA      | 1Q    | APOEL FC        | 0–0 | 0–1    | 0–1     |
| 2017/18 | Liga Europy      | 1Q    | Lech Poznań     | 0–3 | 0–4    | 0–7     |